# Iryna Kindzerská
Iryna Kindzerská (* 13. června 1991 Kamenec Podolský) je ukrajinská zápasnice – judistka, která od roku 2017 reprezentuje Ázerbájdžán.

## Sportovní kariéra
S judem/sambem začínala v 11 letech pod vedením Konstantina Mudryka. Připravuje se v Kyjevě pod vedením Viktora Koščavceva. V ukrajinské ženské reprezentaci se pohybovala od roku 2009 v těžké váze nad 78 kg. V roce 2012 se kvalifikovala na olympijské hry v Londýně. Ve čtvrtfinále nestačila na hlavní favoritku Číňanku Tchung Wen, ale přes opravy se probojovala do boje o třetí místo proti domácí Britce Karině Bryantové. Hned v první minutě se ujala vedení na wazari po technice harai-makikomi, ale další minuty zápasu takticky nezvládla. Nechala se strhnout publikem v aktivnímu boji, na což Britka čekala, a v polovině zápasu ji nechala po kontrachvatu uči-mata-gaeši srovnat. Vzápětí se však opět ujala vedení po jednostranném o-soto-gari na yuko, ale následně přecenila své síly a po dalším nástupu do o-soto-gari se nechala podruhé kontrovat na wazari-ippon. Obsadila 5. místo.
V roce 2013 utrpěla v květnu na turnaji mistrů zranění levého kolene a na vrcholové tatami se vrátila až po roce. Její místo reprezentační jedničky mezitím zaujala Svitlana Jaromková, se kterou prohrála v roce 2016 olympijskou nominaci na olympijské hry v Riu. V roce 2017 se z důvodu nebývale vysoké konkurence v ukrajinské těžké váze rozhodla neriskovat další prohru v olympijské nominaci a přijala nabídku reprezentovat Ázerbájdžán.

### Vítězství
- 2017 – 1x světový pohár (Düsseldorf)

## Výsledky
| Olympijské hry     |    | — |    |     |     | 5.  |    |     |     | —   |    |    |    |  |  |  |  |  |  |  |  |  |  |  |  |  |  |
| Mistrovství světa  | —  |   | —  | úč. | úč. |     | —  | úč. | úč. |     | 3. | 7. |    |  |  |  |  |  |  |  |  |  |  |  |  |  |  |
| Evropské hry       |    |   |    |     |     |     |    |     | 7.  |     |    |    | 3. |  |  |  |  |  |  |  |  |  |  |  |  |  |  |
| Mistrovství Evropy | —  | — | —  | —   | 7.  | úč. | 3. | —   | 7.  | úč. | —  | 7. | 3. |  |  |  |  |  |  |  |  |  |  |  |  |  |  |
| ME do 23 let       | —  | — | —  | —   | —   | úč. | —  |     |     |     |    |    |    |  |  |  |  |  |  |  |  |  |  |  |  |  |  |
| MS juniorů         |    | — | 2. | 5.  |     |     |    |     |     |     |    |    |    |  |  |  |  |  |  |  |  |  |  |  |  |  |  |
| ME juniorů         | —  | — | 1. | 7.  |     |     |    |     |     |     |    |    |    |  |  |  |  |  |  |  |  |  |  |  |  |  |  |
| ME dorostenců      | 3. |   |    |     |     |     |    |     |     |     |    |    |    |  |  |  |  |  |  |  |  |  |  |  |  |  |  |